# بزن‌آباد سفلی
بزن‌آباد سفلی، روستایی از توابع بخش بیستون شهرستان هرسین در استان کرمانشاه ایران است.

## جمعیت
این روستا در دهستان چمجمال قرار دارد و براساس سرشماری مرکز آمار ایران در سال ۱۳۸۵، جمعیت آن ۲۰۳ نفر (۴۷خانوار) بوده‌است. در سرشماری عمومی نفوس و مسکن سال ۱۳۹۵ سال ۹۵ جمعیت این روستا ۱۳۴ نفر و ۴۲ خانوار گزارش شده‌است.